# Flugplatz Nuiqsut

i7
i11
i13
Der Flugplatz Nuiqsut (englisch Nuiqsut Airport, IATA-Code: NUI, ICAO-Code: PAQT, FAA-LID: AQT) ist der Flugplatz von Nuiqsut im US-Bundesstaat Alaska. Der Flugplatz wird vom North Slope Borough betrieben.

## Infrastruktur
Der Flugplatz befindet sich am südlichen Ortsrand von Nuiqsut, 700 m vom „Nechelik Channel“, ein westlicher Mündungsarm des Colville River, entfernt. Er liegt auf einer Höhe von 13,8 Metern über dem Meer. Der Flugplatz verfügt über eine Schotterpiste mit der Bezeichnung 05/23, welche 1399 × 30,5 m misst.